# 赵公卿
赵公卿（1945年11月—），男，汉族，福建福州人，中华人民共和国政治人物，曾任重庆市人民政府副市长，重庆市人大常委会副主任，第九届全国人大代表。

## 生平
1980年5月加入中国共产党。